# Ember.js
Ember.js ist ein clientseitiges JavaScript-Webframework zur Erstellung von Single-Page-Webanwendungen. Ember.js basiert auf dem MVVM-Muster und folgt den Prinzipien „don’t repeat yourself“ (DRY), „Konvention vor Konfiguration“ und „data down, actions up“. Die Datenbindung (Data Binding) wird durch eine modifizierte Version der Template-Engine Handlebars.js ermöglicht, die das gerenderte HTML-Dokument bei Änderungen am Datenmodell automatisch aktualisiert. Um dem eigenen Anspruch gerecht zu werden, ein Framework für „ambitionierte Webanwendungen“ („ambitious web applications“) zu sein, werden Änderungen des Designs zunächst als RFC öffentlich diskutiert.
Vom Ember Core Team werden mehrere Erweiterungen und Entwicklungswerkzeuge für Ember.js betreut:
- Ember Data zum Management der Datenpersistenz zwischen Server und Client[7]
- Ember Inspektor, eine Browser-Erweiterung zur Untersuchung der Zustände einer Ember-Anwendung[8]
- Ember CLI, ein auf Broccoli basierendes Build-System für die Kommandozeile[9]

## Verwendung
Ember.js wird unter anderen verwendet von
- Microsoft
- Intercom
- Netflix
- Skylight
- LinkedIn.